# Miquel Agustí
Miquel Agustí (Banyoles, 1560- ?, 1630) fou prior de l'orde de Sant Joan de Jerusalem a Perpinyà i agrònom. El 1617 va escriure el llibre titulat Llibre dels secrets d'agricultura, casa rústica i pastoril, una de les contribucions a l'agronomia més significatives escrites en català.

## Fra Miquel Agustí prior de Santa Maria del Temple de Perpinyà
Fou un dels priors hospitalers més importants de Santa Maria del Temple de Perpinyà. Regentà el priorat entre els anys 1602 i 1631. Sembla que fou un bon administrador, si més no pel que fa al manteniment del patrimoni immobiliari del Rosselló, car dirigí importants obres de millorament dels edificis dels priorats de la comanda d'Orla (mentre fou prior de Cotlliure) i de Perpinyà, entre 1609 i 1614. Tanmateix, el prior Agustí és sobretot conegut per haver escrit un llibre que es faria molt famós, el Llibre dels secrets d'agricultura, casa rústica i pastoril, conegut popularment com “El llibre del prior”. Escrit en català i publicat a Barcelona el 1617, aviat seria traduït al castellà i al francès, i objecte de successives edicions.
Sembla que Miquel Agustí va morir a Perpinyà l'any 1630 i, encara que no se'n tingui constància documental, és probable que fos enterrat a l'església de Santa Maria del Temple que tants anys havia servit.
Remarca l'autor al pròleg que l'ha mogut a escriure sobre les feines agrícoles "vehent que ningú se es ocupat à escriure en nostra llengua Cathalana" i ho fa "per estar afectat á dita Professió y tenir algunes experiencias della".

## Obra

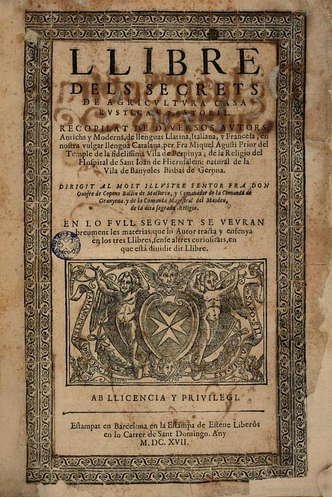
Portada del Llibre d'Agricultura (edició de 1617) conservat a la Biblioteca Nacional de Catalunya.

José María de Jaime Lorén (2005) comenta que el llibre va ser imprès a Barcelona l'any 1617 i constava de 194 folis; posteriorment se n'editaren 23 edicions fins a finals del segle xviii, quasi totes traduccions castellanes. En les successives edicions el text va ser ampliat, passant de 194 folis a més de 500 folis. El llibre va ser conegut com El Prior. Tracta temes relacionats amb la vida al camp: previsions del temps, feines relacionades amb el blat, el vi, els arbres fruiters, els adobs; explotacions i petites indústries casolanes com l'aviram, la seda, el cànem i les conserves; remeis contra malalties de persones, animals i plantes; distribució de les dependències de la casa, dels horts i dels jardins.
L'obra tingué una difusió molt ràpida i després de la seva primera edició en català a Barcelona el 1617, el 1625 es publicà la versió castellana a Saragossa a la qual s'afegí una nova part sobre la caça i un vocabulari de termes agrícoles en sis idiomes (castellà, català, llatí, portuguès, italià i francès). La pròxima edició es feu a Perpinyà el 1626 i després en seguiren a Barcelona, Saragossa i Madrid. Les últimes són de Madrid el 1781 i Barcelona el 1785. En total se'n compten més de vint. En català només hi ha la primera edició que és rara i difícil de trobar.

## Consideracions sobre la publicació
La seva incidència va durar fins després de la Guerra de 1936. Des de 1874 i encara en l'actualitat s'empra la seva roda perpètua dels anys fèrtils per decorar el Calendari dels Pagesos. És un clàssic, tant a la Mediterrània com a Sud-amèrica.
Dona una determinada visió de l'agricultura, molt lligada a una realitat quotidiana coneguda. Es pot dir que defineix “l'ús i costum de bon pagès” de Catalunya. No proposa noves tècniques, promou més que un creixement de l'agricultura, una millora de la gestió i de les estratègies productives. Es basa en la millora de la gestió i l'adaptació dels conreus a la terra.
L'obra té com a referència més directa L'agriculture et maison rustique de Charles Estienne (1564) i les edicions comentades posteriors. El llibre és una obra de referència per a la llengua del segle xvii.
Maria Antònia Martí Escayol (2008) ha destacat les coincidències lingüístiques i de contingut entre l'obra de Miquel Agustí i els tractats d'agronomia medievals en català conservats als manuscrits 754 de la Biblioteca de Catalunya i Esp. 291 de la Bibliothèque nationale de France.

## Fra Miquel com a empresari agrari
Al Rosselló, l'Orde del Temple tenia una comanda, la del Masdéu i deu comandes subalternes (Palau del Vidre, el Mas de la Garriga, Perpinyà, Centernac, Sant Hipòlit de la Salanca, Bages, Corbós, Orla, Prunyanes i Argelers) que en depenien, entre les quals Perpinyà era la més important. De fet, el Masdéu funcionava com una supracomanda agropecuària i administrativa, mentre que Perpinyà era el centre polític i econòmic del Temple rossellonès.
L'any 1318, després que el Temple fos extingit, la major part dels seus béns, com arreu, foren cedits a l'Orde de Sant Joan de Jerusalem. Les possessions del Rosselló passaren a formar part del Gran Priorat de Catalunya i es reorganitzaren en tres comandes, el Masdéu, Bajoles i Orla. La resta de sotscomandes dependents del Masdéu esdevingueren priorats. El priorat de Santa Maria del Temple de Perpinyà fou el més important; allí es custodiaren els arxius del Temple i de l'Hospital. Fra Miquel Agustí fou probablement el prior més important de la casa de Perpinyà.
L'any 1792 els béns hospitalers del Rosselló, que aleshores ja pertanyia al regne de França, foren desamortitzats a conseqüència de la Revolució Francesa.